# Friedrich Braun (Politiker, 1849)
Friedrich Braun (* 16. August 1849 in Alsheim; † 20. April 1935 ebenda) war ein hessischer Politiker (NLP) und ehemaliger Abgeordneter der 2. Kammer der Landstände des Großherzogtums Hessen.
Friedrich Braun war der Sohn des Landwirts Konrad Braun und dessen Frau Maria geborene Hirsch. Friedrich Braun, der evangelischer Konfession war, war mit Barbara geborene Schwalbach (1852–1936) verheiratet.
Friedrich Braun arbeitete als Landwirt. 1889 wurde er Vertrauensmann der land- und forstwirtschaftlichen Berufsgenossenschaft. 1899 wurde er Bürgermeister von Alsheim.
In der 32. und 33. Wahlperiode (1902–1908) war Friedrich Braun Abgeordneter der zweiten Kammer der Landstände des Großherzogtums Hessen. In den Landständen vertrat er den Wahlbezirk Rheinhessen 6/Oppenheim. 